# Минин, Александр Александрович
Александр Александрович Минин (1924—2001) — красноармеец, участник Великой Отечественной войны, Герой Советского Союза (1945).

## Биография
Родился 28 августа 1924 года в деревне Орлея (ныне в Полоцком районе Витебской области Белоруссии). После окончания семи классов школы работал в колхозе. В период гитлеровской оккупации Белоруссии в 1942 году вступил в партизанский отряд. В 1943 году был призван на службу в Красную армию.
В июле 1944 года красноармеец Минин служил разведчиком 77-го гвардейского стрелкового полка 26-й гвардейской стрелковой дивизии 11-й гвардейской армии 3-го Белорусского фронта. Отличился в сражениях на территории Литовской ССР. В ночь с 14 на 15 июля 1944 года Минин переправился через реку Неман в районе деревни Мяркине Варенского района и принял активное участие в боях за захват и удержание плацдарма на его западном берегу, провёл разведку, добыв для командование важнейшие сведения о противнике.
Указом Президиума Верховного Совета СССР от 24 марта 1945 года гвардии красноармеец Александр Минин был удостоен высокого звания Героя Советского Союза с вручением ордена Ленина и медали «Золотая Звезда».
После окончания войны был демобилизован. Проживал и работал в Могилёве. В 1948 году окончил Высшую партийную школу при ЦК КП БССР. Умер в 2002 году.
Почётный гражданин Могилёва (2001).

## Награды
Также награждён орденом Отечественной войны I степени и рядом медалей.
15 апреля 1999 года Указом Президента Республики Беларусь был награждён Орденом «За службу Родине» III степени.